# Archanjoła posłał
Archanjoła posłał – incipit polskiej anonimowej pieśni religijnej, zanotowanej w Graduale Jakuba Lubomierskiego z przełomu XV i XVI wieku.
Pieśń jest przekładem łacińskiej sekwencji Mittit ad Virginem, opisującej Zwiastowanie Pańskie (wcześniejszym przekładem tej sekwencji na polski jest pieśń Posłał przez anjoły). W manuskrypcie tekst został opatrzony tytułem Prosa in vulgari (Proza po polsku).